# Marc des Côtes du Rhône
Le marc des Côtes du Rhône, ou eau-de-vie de marc des Côtes du Rhône, est une eau-de-vie issue de la distillation de marc de raisin. Titrant 40 % du volume en alcool au minimum, il bénéficie d'une indication géographique depuis un décret du 19 novembre 1937.

## Zone géographique
Le marc des Côtes du Rhône peut être produit dans les départements et communes suivants :
Ardèche
Alboussière, Andance, Ardoix, Arlebosc, Arras-sur-Rhône, Baix, Beauchastel, Bidon, Boffres, Bogy, Bourg-Saint-Andéol, Champagne, Champis, Charmes-sur-Rhône, Charnas, Châteaubourg, Cheminas, Colombier-le-Cardinal, Cornas, Eclassan, Étables, Félines, Flaviac, Gilhac-et-Bruzac, Glun, Gras, Guilherand-Granges, Labastide-de-Virac, Lemps, Limony, Mauves, Ozon, Peaugres, Peyraud, Plats, Le Pouzin, Quintenas, Rompon, Saint-Barthélemy-le-Plain, Saint-Cierge-la-Serre, Saint-Cyr, Saint-Désirat, Saint-Étienne-de-Valoux, Saint-Georges-les-Bains, Saint-Jean-de-Muzols, Saint-Julien-en-Saint-Alban, Saint-Just-d'Ardèche, Saint-Laurent-du-Pape, Saint-Marcel-d'Ardèche, Saint-Martin-d'Ardèche, Saint-Montan, Saint-Péray, Saint-Remèze, Saint-Romain-d'Ay, Saint-Romain-de-Lerps, Saint-Symphorien-sous-Chomérac, Saint-Vincent-de-Durfort, Sarras, Savas, Sécheras, Serrières, Soyons, Talencieux, Thorrenc, Toulaud, Tournon-sur-Rhône, Vallon-Pont-d'Arc, Vernosc-lès-Annonay, Vinzieux, Vion, La Voulte-sur-Rhône.
Drôme
Albon, Aleyrac, Allex, Ambonil , Andancette , Aubres , La Baume-de-Transit , Beaumont-Monteux , Beausemblant , Bénivay-Ollon , Bouchet , Bourg-lès-Valence , Chanos-Curson , Chantemerle-les-Blés , Châteauneuf-de-Bordette , Châteauneuf-sur-Isère , Chavannes , Clérieux , Colonzelle , Condorcet , Crozes-Hermitage , Donzère , Érôme , Étoile-sur-Rhône , (La) Garde-Adhémar , Gervans , Grane , Les Granges-Gontardes , Granges-les-Beaumont , Grignan , Larnage , Laveyron , Livron-sur-Drôme , Loriol-sur-Drôme , Mercurol-Veaunes , Mérindol-les-Oliviers , Mirabel-aux-Baronnies , Mollans-sur-Ouvèze , Montbrison-sur-Lez , Montjoux , Montoison , Montségur-sur-Lauzon , Moras-en-Valloire , La Motte-de-Galaure , Nyons , Le Pègue , La Penne-sur-l'Ouvèze , Piégon , Pierrelatte , Pierrelongue , Les Pilles , Le Poët-Laval , Ponsas , Pont-de-l'Isère , Propiac , La Roche-de-Glun , Roche-Saint-Secret-Béconne , Rochegude , Roussas , Rousset-les-Vignes , Saint-Barthélemy-de-Vals , Saint-Gervais-sur-Roubion , Saint-Maurice-sur-Eygues , Saint-Pantaléon-les-Vignes , Saint-Paul-Trois-Châteaux , Saint-Rambert-d'Albon , Saint-Restitut , Saint-Uze , Saint-Vallier , Salles-sous-Bois , Serves-sur-Rhône , Solérieux , Suze-la-Rousse , Tain-l'Hermitage , Taulignan , Teyssières , Triors , Tulette , Valence , Veaunes , Venterol , Vinsobres
Gard
Aiguèze , Les Angles , Aramon , Bagnols-sur-Cèze , La Bastide-d'Engras , La Capelle-et-Masmolène , Carsan , Castillon-du-Gard , Cavillargues , Chusclan , Codolet , Comps , Connaux , Cornillon , Cruviers-Lascours , Domazan , Estézargues , Flaux , Fournès , Le Garn , Gaujac , Goudargues , Issirac , Jonquières-Saint-Vincent , Laudun-l'Ardoise , Laval-Saint-Roman , Lirac , Meynes , Montfaucon , Montfrin , Orsan , Le Pin , Pont-Saint-Esprit , Pougnadoresse , Pouzilhac , Pujaut , Remoulins , Rochefort-du-Gard , La Roque-sur-Cèze , Roquemaure , Sabran , Saint-Alexandre , Saint-André-d'Olérargues , Saint-André-de-Roquepertuis , Saint-Bonnet-du-Gard , Saint-Christol-de-Rodières , Saint-Étienne-des-Sorts , Saint-Geniès-de-Comolas , Saint-Gervais , Saint-Hilaire-d'Ozilhan , Saint-Julien-de-Peyrolas , Saint-Laurent-de-Carnols , Saint-Laurent-des-Arbres , Saint-Laurent-la-Vernède , Saint-Marcel-de-Careiret , Saint-Michel-d'Euzet , Saint-Nazaire , Saint-Paul-les-Fonts , Saint-Paulet-de-Caisson , Saint-Pons-la-Calm , Saint-Victor-la-Coste , Salazac , Sauveterre , Saze , Sernhac , Tavel , Théziers , Tresques , Vallabrix , Valliguières , Vauvert , Vénéjan , Verfeuil , Vers-Pont-du-Gard , Villeneuve-lès-Avignon
Isère
Chonas-l'Amballan, Le Péage-de-Roussillon , Reventin-Vaugris , Les Roches-de-Condrieu , Sablons , Saint-Alban-de-Roche , Saint-Clair-du-Rhône , Saint-Maurice-l'Exil , Salaise-sur-Sanne , Seyssuel , Vienne
Loire
Bessey, La Chapelle-Villars, Chavanay, Chuyer, Lupé, Maclas, Malleval, Pélussin, Roisey, Saint-Michel-sur-Rhône, Saint-Pierre-de-Bœuf, Saint-Romain-en-Jarez, Vérin
Rhône
Ampuis, Condrieu, Les Haies, Loire-sur-Rhône, Longes, Saint-Cyr-sur-le-Rhône, Saint-Romain-en-Gal, Sainte-Colombe, Tupin-et-Semons
Vaucluse
Althen-des-Paluds, Aubignan, Avignon, Le Barroux, Beaumes-de-Venise, Beaumont-du-Ventoux, Bédarrides, Bollène, Buisson, Caderousse, Cairanne, Camaret-sur-Aigues, Caromb, Carpentras, Caumont-sur-Durance, Cavaillon, Châteauneuf-de-Gadagne, Châteauneuf-du-Pape, Courthézon, Crestet, Entraigues-sur-la-Sorgue, Entrechaux, Faucon, Gignac, Grillon, Jonquerettes, Jonquières, Lafare, Lagarde-Paréol, Lamotte-du-Rhône, Lapalud, Loriol-du-Comtat, Malaucène, Maubec, Mazan, Mondragon, Monteux, Morières-lès-Avignon, Mornas, Orange, Pernes-les-Fontaines, Piolenc, Le Pontet, Puyméras, Rasteau, Richerenches, Roaix, La Roque-Alric, Sablet, Saint-Hippolyte-le-Graveyron, Saint-Léger-du-Ventoux, Saint-Marcellin-lès-Vaison, Saint-Romain-en-Viennois, Saint-Roman-de-Malegarde, Saint-Saturnin-lès-Avignon, Sainte-Cécile-les-Vignes, Sarrians, Séguret, Sérignan-du-Comtat, Sorgues, Suzette, Le Thor, Travaillan, Uchaux, Vacqueyras, Vaison-la-Romaine, Valréas, Vedène, Villedieu, Violès, Visan.

## Méthodologie de fabrication
Le marc des Côtes du Rhône ne peut être produit qu'à partir de marc issu des vendanges appellation d’origine protégée de la région des Côtes du Rhône. Cela exclut tout marc d'origine extérieure à cette appellation, ou issu de cépages non utilisés dans le cadre de l'AOC côtes-du-rhône, quelle que soit leur provenance. Au début de la distillation, les marcs doivent présenter un titre alcoométrique volumique au moins à 5 % vol. d’alcool potentiel total.
Les marcs peuvent être issus d'une distillation de vinification de rouge, de rosé ou de blanc, après pressurage des raisins. La distillation des rouges doit se faire dans les sept jours après pressurage de la production des côtes-du-rhône, sans fermentation entre les deux étapes. Les marcs issus de vinifications de blancs ou de rosés doivent subir une fermentation, à l'abri de l'air, avant la distillation. Quelle que soit la couleur de marc utilisé, la distillation ne pourra se faire après le 31 mars qui suit la vendange des raisins. La distillation ne pourra donc se faire avec des pressurages d'années précédentes. Plusieurs méthodes de distillation sont possibles, dans le cahier des charges : distillation discontinue simple, distillation continue par entraînement à la vapeur, distillation discontinue en cascade, distillation discontinue multiétagée avec reflux, distillation continue multiétagée avec reflux.
L'élevage du produit de la distillation varie selon la variété de marc souhaitée : l'eau-de-vie blanche est maturée dans des récipients inertes, afin d’empêcher toute coloration, durant un minimum de trois mois, avant la commercialisation ; l'eau-de-vie vieillie est élevée en contenant en bois, d’une capacité inférieure ou égale à 2000 litres, durant une période minimale de trois ans, à partir de la date de mise sous bois. L'ajout de caramel, en finition, est toléré, dans une certaine mesure, pour affiner la coloration. Lors de la commercialisation du produit fini, la mention du type de vieillissement est facultative sur l'étiquetage, comme la mention de l'indication géographique. Par contre, le nom du produit, son titre alcoométrique volumique acquis, les coordonnées du producteur, le numéro de lot, ainsi que les avertissements sanitaires légaux (loi Évin), sont obligatoires.

## En savoir plus